# Huron Glacier
Huron Glacier är en glaciär i Antarktis. Den ligger i Sydshetlandsöarna. Argentina, Chile och Storbritannien gör anspråk på området. Huron Glacier ligger 281 meter över havet.
Terrängen runt Huron Glacier är kuperad norrut, men söderut är den bergig. Trakten är glest befolkad. Närmaste befolkade plats är St. Kliment Ohridski Base, 12,0 kilometer väster om Huron Glacier. 